# Подравска операција
Подравска операција обухватала је дејства 6. и 10. корпуса НОВЈ у другој половини септембра и првој половини октобра 1944. против немачких и усташко—домобранских снага у Подравини.

## Операција
После ослобођења Пожешке и Даруварске котлине, септембра 1944, Главни штаб НОВ и ПО Хрватске одлучио је да снаге 6. (12. и 40. дивизија) и 10. корпуса НОВЈ (32. и 33. дивизија) оријентише према Подравини ради ослобођења те области и мобилизације људских и материјалних извора. По овој одлуци јединице 6. и 10. корпуса су у другој половини септембра 1944. прикупљане северно од планине Папук и северно од Било-горе. Потом су јединице 6. корпуса, после дводневних жестоких борби против 15. усташке бојне, делова 5. усташке бојне и три чете немачких војника—укупне јачине око 1600 војника, 26. септембра 1944. ослободиле Подравску Слатину и Чађавицу, а два дана касније у ослобођеној Подравској Слатини формирале 4. бригаду 12. дивизије НОВЈ. Продужујући дејства на северозапад, јединице корпуса су 5. октобра, после дводневних борби, ослободиле Вировитицу, коју је бранила домобранска подофиицирска школа (675 питомаца), 270 усташа из 2. усташког здруга, 120 милиционера и 72 жандарма. У тим борбама погинуло је и рањено 746 непријатељевих војника, а остало заробљено. Заплењени су: 602 пушке, 8 аутомата, 12 пушкомитраљеза, 14 митраљеза, 9 минобацача, 7 противтенковских пушака, 9 топова са 331 гранатом, 642 ручне бомбе, 110 000 метака и друга опрема. Истовремено, јединице 10. корптуса су 5. октобра, после дводневних жестоких борби, ослободиле Питомачу и Клоштар Подравски. Пошто су јединице 6. и 10. корпуса овладале линијом Чађавица, Подравска Слатина, Вировитица, Клоштар, продужиле су наступање према Копривници. Шести корпус је 12. октобра, после вишечасовне жестоке борбе, ослободио Ђурђевац, а 10. корпус Новиград Подравски, који је био брањен од Брзог дивизиона Павелићевог гардијског здруга. Уједно су тада приморани и делови 5. усташког здруга и око 100 милиционера да напусте Вирје. Истовремено са дејствима 6. и 10. корпуса, и 7. дивизија НОВЈ изводила је своја дејства на том подручју. Она је 12. октобра заузела усташко упориште Хлебине, где су се бранили делови 5. усташког здруга, и притом запленила 4 тенка, 10 камиона, 100 мотоцикла, 20 митраљеза и другу опрему. Тиме је читава Подравина, сем Копривнице, била ослобођена. После тих успеха, штабови 6. и 10. корпуса НОВЈ су одлучили да прво нападну Копривницу коју су бранили 20. усташка бојна и делови 36. бојне 5. усташког здругаи 1. пуковније Павелићевог гардијског здруга, као и остаци разбијених непријатељевих јединица из Подравине, ојачани тенковима и артиљеријом (око 2500 непријатељских војника). Јединице 6. корпуса добиле су и задатак да при повратку за Славонију нападну и непријатељев гарнизон у Бјеловару. После добро извршених припрема, делови 6. и 10. корпуса у садејству са две бригаде 7. дивизије напали су Копривницу 13/14. октобра, али су се јединице НОВЈ, због претрпљених губитака, после неколико узастопних напада и противнапада који су трајали до 16. октобра, повукле. Због претрпљених губитака у борбама у Подравини и велике преморености бораца, као и због јачине непријатељског гарнизона, јединице 6. корпуса одустале су од планираног напада на Бјеловар. Чишћењем Даруварске и Пожешке котлине и продором у Подравину, ослобођен је, у ствари, сав централни, северни и западни део Славоније. Новоослобођена територија представљала је маневарски простор и чврсту операцијску основицу с које су јединице 6. и 10. корпуса НОВЈ предузимале даља дејства, као и могућност да се тежишна дејства корпуса усмере на главну железничку пругу и цесту Београд—Загреб, пругу Славонски Брод—Осијек и прошире дејства према источној Славонији. На основу тога Врховни командант НОВ и ПОЈ Јосип Броз Тито наредио је Главном штабу НОВ и ПО за Хрватску да усмерава дејства јединица на комуникације које у овом моменту сматра главним непријатељским објектом. На основу тог наређења, Штаб 6. корпуса оријентисао је главнину својих снага према железничкој прузи Београд—Загреб, а у Подравини, западно од Вировитице, оставио је само Вировитичку НО бригаду; Штаб 10. корпуса усмерио је дејства својих јединица према Калнику, Хрватском загорју и Мославини ради рушења комуникација Загреб—Дуго Село—Копривница, Загреб-Кутина и Загреб—Забок—Вараждин, као и објеката на њима.